# Atopsyche ayahuaca
Atopsyche ayahuaca är en nattsländeart som beskrevs av Schmid 1989. Atopsyche ayahuaca ingår i släktet Atopsyche och familjen Hydrobiosidae. Inga underarter finns listade i Catalogue of Life.